# Тихий переулок (Салават)
Улица Тихий переулок  — улица расположена в 111  квартале в западной части города.

## История
Застройка улицы началась в 1950 году.   Улица застроена частными 1-2 этажными частными  домами.

## Трасса
Улица Тихий переулок начинается от улицы Спортивная и заканчивается на улице Зои Космодемьянской. 

## Транспорт
По улице Тихий переулок общественный транспорт не ходит. 